# Tüdewijn Üjtümen
Tüdewijn Üjtümen, mong. Тvдэвийн Yйтvмэн, trl. Tüdeviin Üitümen, znany jako Tudev Ujtumen (ur. 27 sierpnia 1939 w Ałtaju, zm. 1993) – mongolski szachista, mistrz międzynarodowy od 1965 roku.

## Kariera szachowa
Od połowy lat 60. do połowy 70. XX wieku był najbardziej znanym na arenie międzynarodowej mongolskim szachistą. W 1962, 1963 i 1964 r. trzykrotnie wystąpił w drużynowych mistrzostwach świata studentów, natomiast pomiędzy 1964 a 1974 r. – sześciokrotnie na szachowych olimpiadach, dwukrotnie zdobywając medale za indywidualne wyniki na II szachownicy: złoty (Tel Awiw 1964) oraz srebrny (Siegen 1970). W latach 1964–1986 zdobył osiem medali indywidualnych mistrzostw Mongolii: 3 złote (1972, 1978, 1986), 4 srebrne (1965, 1969, 1974, 1976) oraz brązowy (1964).
W 1969 r. odniósł największy sukces w karierze, zwyciężając w rozegranym w Singapurze turnieju strefowym (eliminacji mistrzostw świata) i zdobywając awans do turnieju międzystrefowego w Palmie de Mallorce w 1970 r., w którym XXII m., remisując m.in. ze zwycięzcami turnieju Robertem Fischerem i Bentem Larsenem. W 1972 r. podzielił II m. (za Shimonem Kaganem) w kolejnym turnieju strefowym, rozegranym w Teheranie.
Według retrospektywnego systemu rankingowego, najwyższą punktację w karierze osiągnął w styczniu 1971 r., z wynikiem 2565 punktów zajmował wówczas 117. miejsce na świecie.